# Archidiócesis de Burgos
La archidiócesis de Burgos (en latín: Archidioecesis Burgensis) es una circunscripción eclesiástica de la Iglesia católica en España. Se trata de una archidiócesis latina, sede metropolitana de la provincia eclesiástica de Burgos. Desde el 6 de octubre de 2020 su arzobispo es Mario Iceta Gavicagogeascoa.

## Territorio y organización

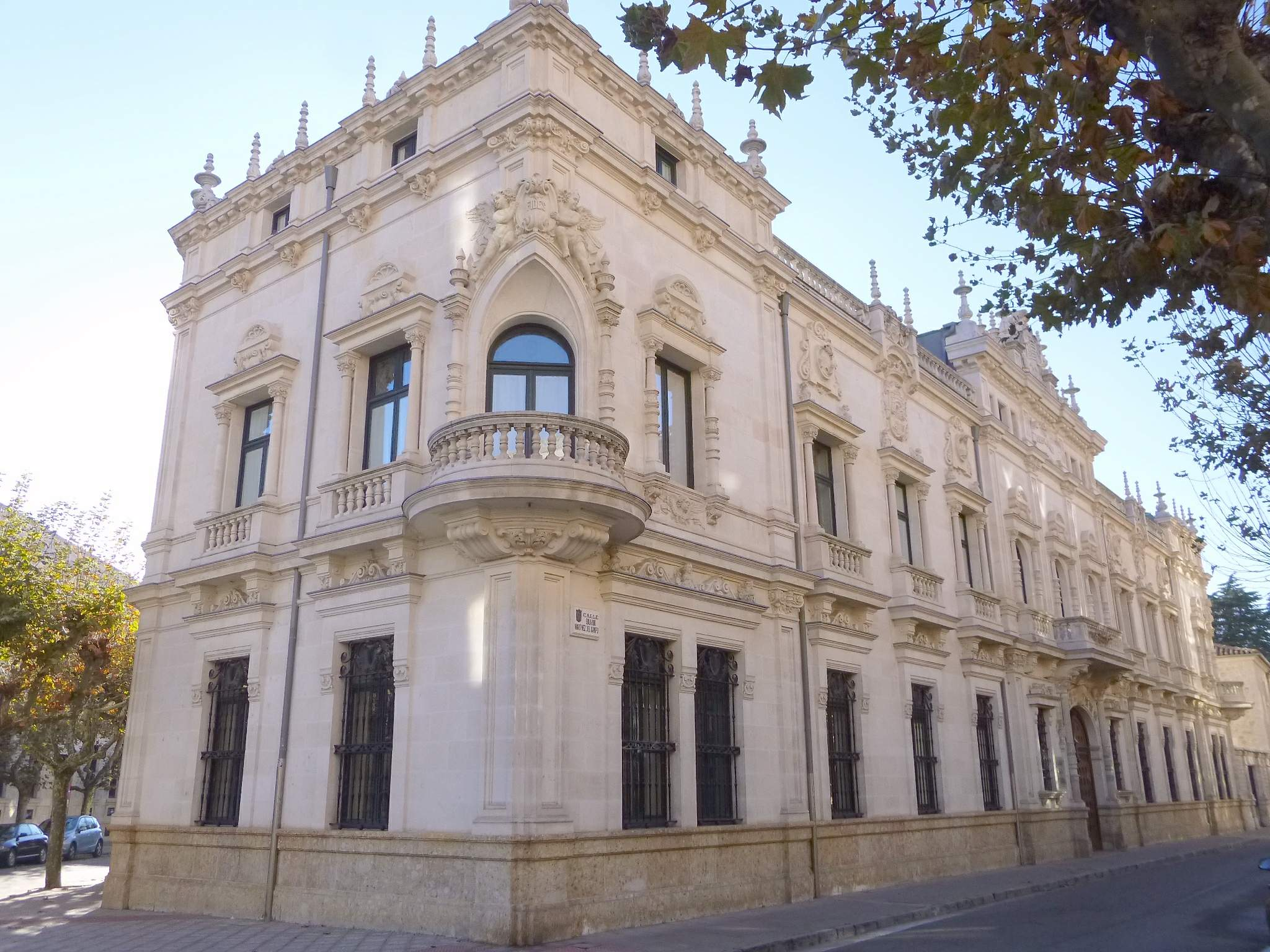
Palacio arzobispal de Burgos

La archidiócesis tiene 14 921 km² y extiende su jurisdicción sobre los fieles católicos de rito latino residentes en la provincia de Burgos, de la comunidad autónoma de Castilla y León, excepto el Valle de Mena. La arquidiócesis tenía jurisdicción de abadengo sobre las villa de Arcos en el Partido de Burgos y Villasur de Herreros en el de Juarros. El arzobispo nombraba su alcalde ordinario.

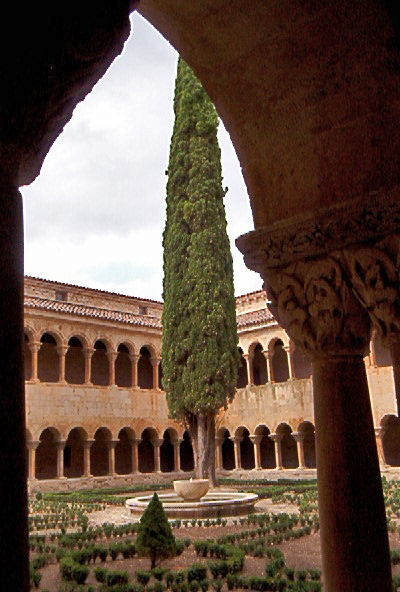
Claustro del monasterio de Santo Domingo de Silos

La sede de la archidiócesis se encuentra en la ciudad de Burgos, donde se halla la Catedral basílica de Santa María. En Santo Domingo de Silos se encuentra el monasterio de Santo Domingo de Silos, uno de los principales centros del canto gregoriano.

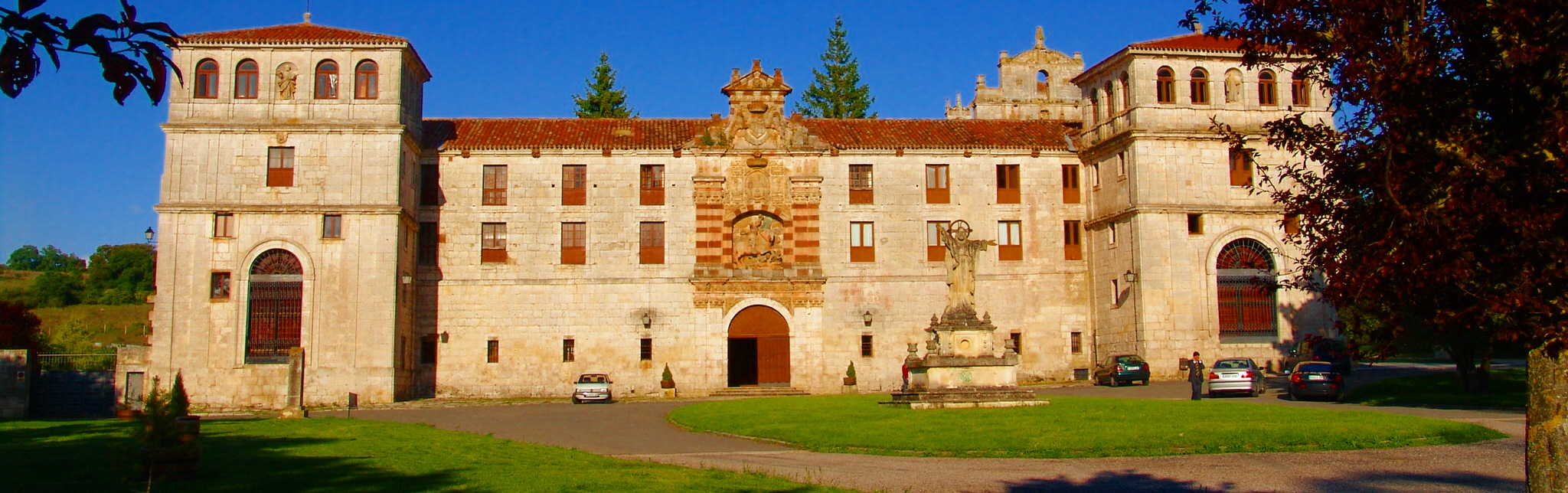
Monasterio de San Pedro de Cardeña

La arquidiócesis tiene como sufragáneas a las diócesis de: Bilbao, Osma-Soria, Palencia y Vitoria.

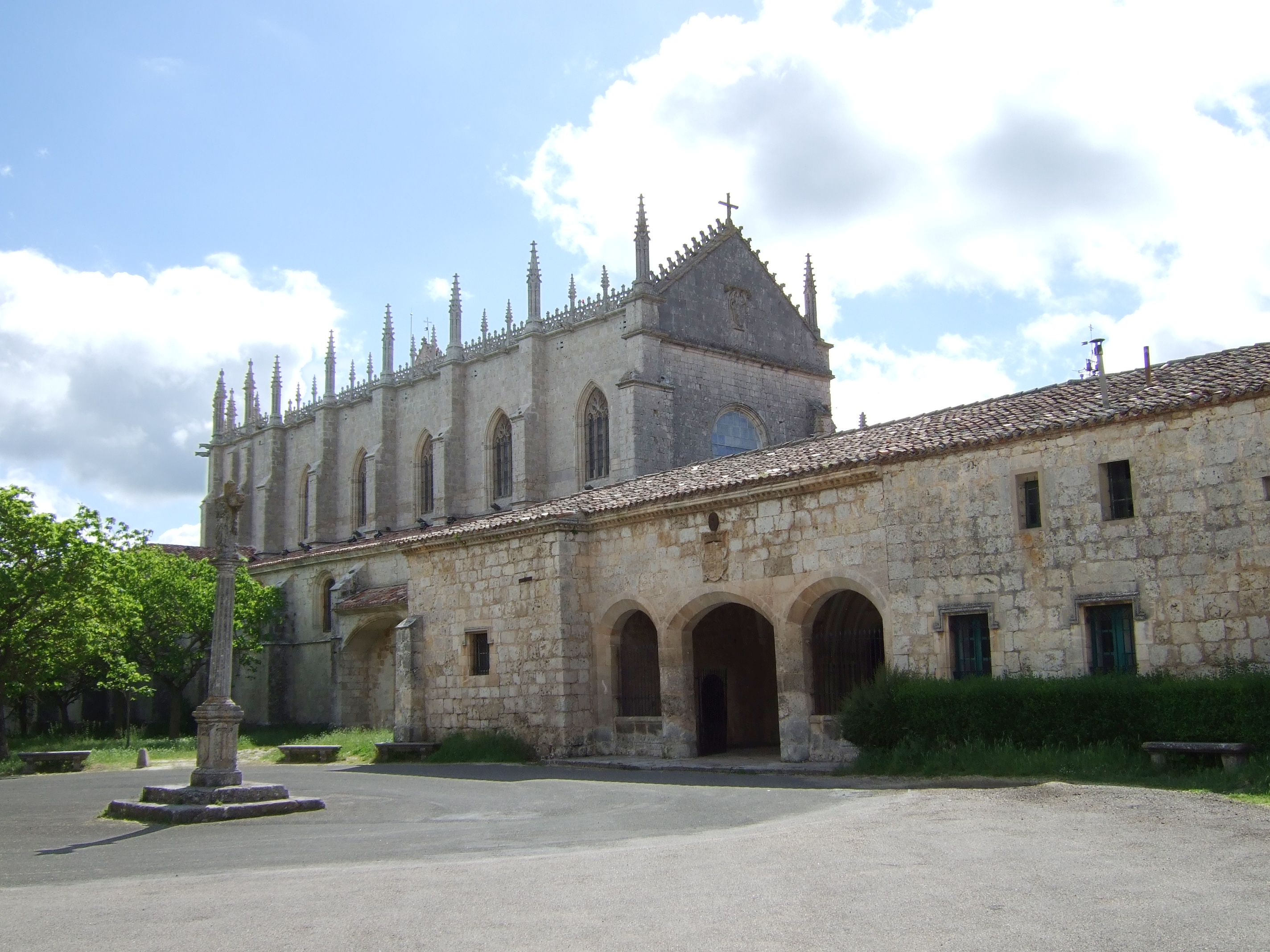
Cartuja de Miraflores

En 2020 en la archidiócesis existían 1003 parroquias agrupadas en 3 vicarías divididas en 11 arciprestazgos: Merindades, Miranda de Ebro, Amaya, Oca-Tirón, Burgos-Vena, Burgos-Gamonal, Burgos-Vega, San Juan de Ortega, Arlanza, La Sierra y Santo Domingo de Guzmán.
| Vicaría | Arciprestazgos                  | Parroquias |
| ------- | ------------------------------- | --- |
| Norte   | Amaya                           | Valles de Palenzuela, Barrios de Villadiego, Melgar de Fernamental, Sasamón, Villadiego, Yudego, Arenillas de Riopisuerga, Coculina, Castrojeriz, Iglesias, Boada de Villadiego, Villadiego, Los Balbases, Humada, Revilla Vallejera, Pedrosa del Príncipe, Las Hormazas, Villahizán de Treviño, Guadilla de Villamar, Palacios de Riopisuerga, Pedrosa del Páramo, San Quirce de Riopisuerga, Villegas, Villusto. |
| Norte   | Medina                          | Villalba de Losa, Nofuentes, La Aldea del Portillo, San Martín de Don, Quincoces de Yuso, Trespaderne, Cubillos de Losa, Moneo, Momediano, Pedrosa de Tobalina, Medina de Pomar, Frías. |
| Norte   | Merindades de Castilla la Vieja | Cilleruelo de Bezana, Baranda de Montija, Pedrosa de Valdeporres, Cornejo de Sotoscueva, Soncillo, Virtus, Villarcayo, Bisjueces, Espinosa de los Monteros, Arija, Manzanedo, Lozares, Condado de Valdivielso, Salazar de Villarcayo. |
| Norte   | Miranda de Ebro                 | Buen Pastor, Espíritu Santo, Nuestra Señora de Los Ángeles, San José, San Nicolás de Bari, Santa Casilda, Santa María, Arce-Mirapérez, Orón, Suzana, Bugedo, Santa Gadea del Cid, Pancorbo, Bardauri. |
| Norte   | Oca-Tirón                       | Rojas de Bureba, Oña, Los Barrios de Bureba, Buezo, Quintanaélez, Poza de la Sal, Fresneda de la Sierra Tirón, Busto de Bureba, Madrid de las Caderechas, Rublacedo de Arriba, Pradoluengo, Calzada de Bureba, Quintanilla del Monte en Juarros, Monasterio de Rodilla, Briviesca, Quintanilla San García, Quintanavides, Redecilla del Camino, Abajas, Castil de Peones, Belorado, Cerezo de Río Tirón, Villafranca Montes de Oca, Bañuelos de Bureba. |
| Norte   | Ubierna-Urbel                   | Santibáñez-Zarzaguda, Marmellar de Arriba, Rioseras, Montorio, Las Celadas, La Nuez de Abajo, Llanillo de Valdelucio, Masa, Sargentes de la Lora, Basconcillos del Tozo, Iglesia de San Miguel Arcángel (Vivar del Cid), Avellanosa del Páramo, Sotragero, Villanueva de Río Ubierna, Cobos de Molina, Gredilla de Sedano, Arroyal, Hontomín, Sedano, Quintanadueñas, Quintanilla Vivar, Ubierna. |
| Centro  | Burgos-Gamonal                  | El Espíritu Santo, El Salvador, La Inmaculada Concepción, Nuestra Señora de Fátima, Nuestra Señora la Real y Antigua de Gamonal, San Fernando Rey, San Juan de Ortega, San Juan Evangelista, San Pablo Apóstol, Santo Domingo de Guzmán, San Juan Pablo II, Villayuda, Castañares, Villímar, Villayerno Morquillas. |
| Centro  | Burgos-Vega                     | La Santa Cruz, Nuestra Señora del Pilar, San Antonio Abad, San Cosme y San Damián, San José Obrero, San Julián Obispo, San Pedro y San Felices, San Josemaría Escrivá, Cortes. |
| Centro  | Burgos-Vena                     | La Anunciación de Nuestra Señora, Nuestra Señora de las Nieves, Nuestra Señora del Rosario, Sagrada Familia, San Gil Abad, San Rafael Arnaiz, San Lesmes Abad, San Lorenzo el Real, San Martín de Porres, San Pedro de la Fuente, Santiago y Santa Águeda, Villalonquéjar, Villatoro. |
| Centro  | San Juan de Ortega              | Villoruebo, Modúbar de la Emparedada, Sarracín, Mozoncillo, Buniel, Orbaneja Ríopico, Villacienzo, Los Ausines, Las Quintanillas, San Vicente (Villagonzalo Pedernales), Arcos de la Llana, Quintanapalla, Cardeñajimeno, Olmos de Atapuerca, Pedrosa de Muñó, Revilla del Campo, Palacios de Benaver, Villasur de Herreros, Hurones, Vilviestre de Muñó, Tardajos, San Millán de Juarros, Cardeñadijo, Isar, San Juan de Ortega, Villalbilla de Burgos, Cavia, Cubillo del César, Arlanzón, Villafría de Burgos, Ibeas de Juarros, Celada del Camino, Cogollos. |
| Sur     | Aranda de Duero                 | El Patriarca San José, San Juan de la Vera Cruz, San Pedro Regalado, Santa Catalina, Santa María, Santo Domingo de Guzmán, Villalba de Duero. |
| Sur     | Arlanza                         | Villamayor de los Montes, Villaquirán de los Infantes, Santa María del Campo, Lerma, Covarrubias, Presencio, Santo Domingo de Silos, San Lorenzo (Villafruela), Puentedura, Villalmanzo, Villahoz, Quintanilla de la Mata, Bahabón de Esgueva, Torrepadre, Villaverde Mogina, Santillán, Mecerreyes, Cilleruelo de Arriba, Cilleruelo de Abajo, Villangómez, Santa Cecilia |
| Sur     | La Sierra                       | Canicosa de la Sierra, Vizcaínos de la Sierra, Palacios de la Sierra, Barbadillo del Mercado, Hortigüela, Hacinas, Hontoria del Pinar, La Gallega, Campolara, Huerta de Arriba, Hoyuelos, Salas de los Infantes, Quintanar de la Sierra, Regumiel de la Sierra, Castrovido, Barbadillo de Herreros. |
| Sur     | Roa                             | Roa, Guzmán, Hontangas de Roa, Berlangas de Roa, Campillo de Aranda, Tórtoles de Esgueva, Castrillo de la Vega, Quintana del Pidio, Torresandino |
| Sur     | Sto. Domingo de Guzmán          | Fuentespina, Sinovas, Caleruega, Vadocondes, Hortezuelos, Quemada, Villalbilla de Gumiel, Gumiel de Hizán, Peñaranda de Duero, Zazuar, Quintanarraya, La Vid, Arauzo de Torre, Arauzo de Salce, Coruña del Conde, Peñalba, Huerta de Rey, Arauzo de Miel, Valdeande, Baños de Valdearados, Tubilla del Lago, Sta. María del Mercadillo, Villanueva de Gumiel, Briongos de Cervera, Ciruelos de Cervera, Espinosa de Cervera. |

## Historia

### Sede de Auca/Oca
La archidiócesis de Burgos tiene su origen en la antigua diócesis de Auca, conocida como Oca en la Alta Edad Media y correspondiente a Villafranca Montes de Oca. Se desconocen los orígenes exactos de este antiguo obispado. Una tradición legendaria atribuye su fundación o el nacimiento de su comunidad cristiana a san Indalencio, uno de los 7 varones apostólicos que se dice fueron enviados por san Pedro y san Pablo para evangelizar la península ibérica. Lo más probable es que la presencia organizada de una comunidad cristiana se remonta a finales del siglo II o la primera mitad del siglo III; y los prelados de Auca, aunque desconocidos, podrían estar documentados en 380 y 463/464.
Sin embargo, los nombres de los obispos de Auca no se conocen hasta finales del siglo VI. El primero de ellos es Asterio, que participó en el tercer Concilio de Toledo en el año 589. Se conocen los nombres de otros cuatro obispos, Amantius, Litorius, Stercorius y Constantino, gracias a su participación en los concilios nacionales de la Iglesia visigoda ibérica. La diócesis formaba parte de la provincia eclesiástica de Tarragona.
A partir de las primeras décadas del siglo VIII, tras la invasión árabe que azotó también el territorio de Auca/Oca, no se tienen más noticias de la diócesis y de sus obispos y la ciudad de Auca fue destruida durante la invasión musulmana. A partir de entonces y durante los siglos IX al XI hubo obispos residiendo en Amaya, Valpuesta, Muñó, Sasamón y Oña. Durante el siglo IX se inició la lenta pero progresiva reconquista de Oca y su antiguo territorio. En este periodo (siglos IX y X) fuentes contemporáneas documentan la existencia de varios obispos, que algunos autores atribuyen a la sede de Oca. Sin embargo, estas fuentes plantean algunos problemas: rara vez se indica la sede de pertenencia de los obispos mencionados; incluso cuando se indica la sede, están datadas en una época en la que la ciudad de Oca todavía estaba en manos árabes, por lo que difícilmente un sitio residencial; además, sobre gran parte de estos documentos y diplomas, los autores plantean dudas sobre su autenticidad. Según Dorronzoro Ramírez, el primer obispo cierto de Oca tras la reconquista de la ciudad sería Sebastián, documentado del 929 al 937.
Sólo a principios del siglo XI se documentan obispos que seguramente pertenecían a la sede aucense. Se trata de Pedro, documentado del 1003 al 1024, y Julián, documentado del 1028 al 1041.
A la muerte de Sancho Garcés III de Pamplona en 1035, sus posesiones se repartieron entre sus hijos. Esta decisión supuso la división de la diócesis de Oca en dos partes, incluidas en dos reinos distintos: al rey García Sánchez III de Pamplona se le entregó el Reino de Navarra, que incluía la sede de Oca, mientras que Castilla y parte de León fueron asignadas a Fernando, donde se encontraba el resto del territorio diocesano con la ciudad de Burgos. Hacia 1034, el obispo Julián estableció su sede en el monasterio de San Pedro de Cardeña, a unos diez kilómetros de Burgos, ciudad en creciente expansión. El rey García no aceptó esta situación y decidió nombrar un nuevo obispo para Oca, en la persona de san Atón, obispo de Valpuesta: es el último obispo conocido radicado en Oca.

### Obispado de Burgos (1075-1574)
El traslado de la sede episcopal al monasterio de Cardeña marca el inicio de la historia de la diócesis de Burgos. Este hecho debió ocurrir entre 1033 y 1034; de hecho, un diploma real fechado el 2 de noviembre de 1034 confirmaba a Atón en la sede Aucensis, señal de que en ese momento Julián ya se había trasladado a Cardeña.
Julián siguió ostentando el título de obispo de Oca, determinando así la convivencia durante un determinado periodo de dos obispos con el mismo título Aucensis. También el sucesor de Julián, Gómez I, se jactaba el mismo título, documentado por última vez en diplomas contemporáneos en 1055; desde entonces prevalecerá el título Burgensis. Durante el episcopado de Jimeno I (1059-1068) se fueron suprimiendo progresivamente las distintas diócesis existentes en el territorio (Amaya, Muñó y Valpuesta), probablemente unida en una sola sede, posteriormente fusionada en la diócesis de Burgos.
En tiempos del obispo Jimeno II (1072-1082) la sede de los obispos se trasladó a la iglesia de Santa María de Gamonal, cerca de la ciudad de Burgos. El traslado fue sancionado solemnemente por el rey Alfonso VI de León con diploma de 1 de mayo de 1075, para quien la Iglesia de Burgos debía ser tenida como madre y cabeza de todas las iglesias de Castilla. La sede burgalesa empieza a cobrar una creciente importancia que se irá acrecentando hasta bien entrado el siglo XVI.Posteriormente, hacia finales de 1081, fue trasladada nuevamente dentro de la ciudad a la iglesia de Santa María, donde hoy se encuentra la catedral; el rey había cedido a Jimeno II un palacio contiguo a la iglesia como residencia episcopal. El 14 de marzo 1095 con la bula Plurimas quondam, el papa Urbano II confirmó el traslado de la sede de Auca a Burgos, y poco más de un año después, el 15 de julio 1096, con la bula Postquam apud Nemausum el mismo papa quitó la sede a la metrópolis de la Tarragona, a la que había pertenecido hasta entonces, para convertirla en inmediatamente sujeta a la Santa Sede.
El Concilio de Husillos de 1088 había fijado los límites de la diócesis Aucensis seu Burgensis. Los obispos de Osma se opusieron; surgió una disputa que sólo concluyó definitivamente durante el pontificado del papa Pascual II en los años 1109/1110.
En 1081, durante el episcopado de Jimeno II, se celebró en Burgos un sínodo nacional en el que, bajo el impulso de los benedictinos cluniacenses, el rito mozárabe fue abolido en la diócesis y en toda la península ibérica, en favor del rito romano. Otros dos concilios de la Iglesia española se celebraron en Burgos en 1117 y 1136.
Durante el obispado de Mauricio (1213-1238) se organizó el cabildo, promulgando los estatutos conocidos como Concordia Mauriciana. Este cabildo podía juzgar en civiles y criminales en segunda instancia, y gozaba de exención hasta el siglo XVIII, estando sometido directamente al papa.
Con el apoyo de Fernando III el Santo comenzaron en 1221 las obras para sustituir la catedral románica por la actual obra gótica. La construcción tuvo un impulso decisivo con los obispos Alonso de Cartagena (1435-1456) Luis de Acuña y Osorio (1456-1495), fray Pascual de Ampudia (1496-1512 y Juan Álvarez de Toledo (1537-1550). La catedral de Burgos es Patrimonio de la Humanidad desde 1984.
A lo largo de la Edad Media Burgos fue una parada importante en el Camino de Santiago, cruce de caminos de fe y cultura.
Durante el Cisma de Occidente, la Iglesia española se puso del lado de los papas de Aviñón. La figura más importante de este período en la historia de Burgos fue el obispo Pablo de Santa María (1415-1435), judío converso, uno de los más ardientes defensores del papado de Aviñón.
En 1564 el cardenal Francisco Mendoza Bobadilla estableció el seminario diocesano, que lleva el nombre de San Jerónimo, el primero de toda España, reestructurado y ampliado durante los episcopados de Cristóbal Vela Tavera (1580-1599) y de Fernando de la Puente y Primo de Rivera (1857-1867). El seminario fue erigido en la universidad pontificia en 1897. Hacia 1560 había no menos de 12 000 clérigos burgaleses.
En Burgos trabajaron grandes artistas como el Maestro Enrique, Juan Pérez, Juan de Colonia, Simón de Colonia, Juan de Vallejo, Gil de Siloé, Diego de Siloé, Felipe Vigarny, Simón de Bueras, Alonso de Sedano, Juan de Arfe, Pedro Colindres, el Maestro de Silos, entre otros muchos.
De entre los obispos destacan:
- Juan Cabeza de Vaca (1407-1413), autor de unas constituciones sinodales que sientan las bases de una profunda reforma eclesiástica.
- Pablo de Santa María (1415-1435).
- Francisco de Mendoza y Bobadilla (1550-1566), quien, aplicando la doctrina de Trento, fundó el primer seminario conciliar de España, organizó la curia diocesana y ordenó una labor de estadística con criterios modernos.

### Arzobispado de Burgos (desde 1574)
Por petición del rey Felipe II, el 22 de octubre de 1574 la diócesis de Burgos fue elevada al rango de arquidiócesis metropolitana con la bula Universis orbis del papa Gregorio XIII. Su primer arzobispo fue Francisco Pacheco de Toledo (1567-1579). La provincia eclesiástica estuvo compuesta inicialmente por las diócesis de Pamplona y de Calahorra y La Calzada, a los que posteriormente se añadió Palencia, Santander (1754) y Tudela (1783). Sin embargo, el primer concilio provincial se celebró recién en 1898.
En la segunda mitad del siglo XVIII el arzobispo José Javier Rodríguez Arellano (1764-1791) se distinguió especialmente: era simpatizante del jansenismo y acérrimo opositor de la jesuitas, de los cuales favoreció su expulsión.
El pacto entre España y la Santa Sede de 1851 atribuyó a la provincia eclesiástica de Burgos, además de las anteriores diócesis de Palencia, Santander y Calahorra y La Calzada, también las de León, Osma y Vitoria. Sin embargo, esta última diócesis, aunque prevista en el concordato, fue erigida sólo 10 años después. Al tomar posesión como arzobispo de Burgos, Fernando de la Puente y Primo de Rivera fundó el Boletín Oficial del Arzobispado de Burgos en enero de 1858.
El 17 de octubre de 1954 y el 22 de noviembre de 1955, con sendos decretos de la Congregación Consistorial (Quum sollemnibus e Initis inter respectivamente), se revisaron los límites de la archidiócesis para hacerlos coincidir con los de la provincia civil, en aplicación del concordato entre la Santa Sede y al gobierno español en 1953. La archidiócesis de Burgos cedió los arciprestazgos de Reinosa, Santa Cruz, Valdeprado y La Rasa a la diócesis de Santander, los de Canales, Ezcaray y Treviana a la diócesis de Calahorra y La Calzada, 68 parroquias a la diócesis de Palencia y la parroquia de Montenegro de Cameros a la diócesis de Osma. Al mismo tiempo se amplió con 94 parroquias de la diócesis de Osma, 10 de la diócesis de Calahorra y La Calzada, otras 4 de la diócesis de Segovia y el territorio de Hinojal de Pisuerga de la diócesis de Palencia.

## Estadísticas
Según el Anuario Pontificio 2021 la arquidiócesis tenía a fines de 2020 un total de 318 500 fieles bautizados.
| Año                                                                             | Población            | Población | Población      | Sacerdotes | Sacerdotes    | Sacerdotes    | Bautizados por sacerdote | Diáconos permanentes | Religiosos | Religiosos | Parroquias |
| Año                                                                             | Bautizados católicos | Total     | % de católicos | Total      | Clero secular | Clero regular | Bautizados por sacerdote | Diáconos permanentes | Varones    | Mujeres    | Parroquias |
| ------------------------------------------------------------------------------- | -------------------- | --------- | -------------- | ---------- | ------------- | ------------- | ------------------------ | -------------------- | ---------- | ---------- | ---------- |
| 1950                                                                            | 581 090              | 581 097   | 100.0          | 886        | 708           | 178           | 655                      |                      | 708        | 1130       | 1091       |
| 1959                                                                            | 400 125              | 400 130   | 100.0          | 953        | 668           | 285           | 419                      |                      | 928        | 1315       | 990        |
| 1969                                                                            | 357 356              | 357 368   | 100.0          | 939        | 698           | 241           | 380                      |                      | 774        | 1835       | 441        |
| 1978                                                                            | 338 219              | 339 053   | 99.8           | 770        | 568           | 202           | 439                      |                      | 570        | 1549       | 998        |
| 1990                                                                            | 336 206              | 355 287   | 94.6           | 695        | 495           | 200           | 483                      |                      | 575        | 1469       | 996        |
| 1999                                                                            | 334 200              | 345 430   | 96.7           | 606        | 455           | 151           | 551                      |                      | 382        | 1255       | 999        |
| 2000                                                                            | 334 178              | 345 872   | 96.6           | 601        | 454           | 147           | 556                      |                      | 367        | 1087       | 999        |
| 2001                                                                            | 336 000              | 343 722   | 97.8           | 601        | 445           | 156           | 559                      | 1                    | 396        | 1249       | 999        |
| 2002                                                                            | 335 743              | 349 722   | 96.0           | 603        | 441           | 162           | 556                      | 1                    | 416        | 1261       | 999        |
| 2003                                                                            | 335 743              | 349 722   | 96.0           | 582        | 431           | 151           | 576                      |                      | 365        | 1227       | 1001       |
| 2004                                                                            | 337 445              | 355 205   | 95.0           | 577        | 431           | 146           | 584                      |                      | 332        | 1264       | 1001       |
| 2006                                                                            | 339 360              | 361 021   | 94.0           | 576        | 419           | 157           | 589                      |                      | 401        | 1301       | 1001       |
| 2012                                                                            | 339 185              | 375 563   | 90.3           | 538        | 385           | 153           | 630                      |                      | 320        | 1176       | 1003       |
| 2015                                                                            | 321 537              | 365 382   | 88.0           | 510        | 367           | 143           | 630                      |                      | 279        | 1166       | 1003       |
| 2018                                                                            | 315 191              | 358 171   | 88.0           | 502        | 354           | 148           | 627                      | 2                    | 264        | 1085       | 1003       |
| 2020                                                                            | 318 500              | 356 720   | 89.3           | 486        | 355           | 131           | 655                      | 2                    | 265        | 1012       | 1003       |
| Fuente: Catholic-Hierarchy, que a su vez toma los datos del Anuario Pontificio. |                      |           |                |            |               |               |                          |                      |            |            |            |

En el curso 2017-2018 se formaron 25 aspirantes al sacerdocio: 8 seminaristas en el Seminario Mayor diocesano y 17 en el Seminario Redemptoris Mater.

## Santos y beatos
Santos y beatos vinculados a la archidiócesis de Burgos por nacimiento o por haber vivido en ella:
- san Sisebuto de Cardeña
- san Íñigo de Oña
- san García
- santa Casilda de Toledo
- san Lesmes de Burgos
- santo Domingo de Guzmán
- san Juan de Ortega
- san Julián de Cuenca
- san Pedro Regalado
- santo Domingo de Silos
- san Cirilo Bertrán
- san Rafael Arnaiz Barón
- beato Manés de Guzmán
- beato Diego Luis de San Vitores

### En elsigloXX
Son más de doscientos los católicos burgaleses que en el siglo XX han sido canonizados o beatificados:
- En octubre de 2013 fueron beatificados en Tarragona 67 religiosos de la provincia.
- Presbítero Valentín Palencia Marquina y cuatro jóvenes que dieron la vida por confesar su fe: Donato Rodríguez García, Germán García García, Zacarías Cuesta Campo y Emilio Huidobro Corrales.[40]